# Bauhaus e suoi siti a Weimar, Dessau e Bernau
Il Bauhaus e suoi siti a Weimar, Dessau e Bernau rappresenta un patrimonio dell'umanità dell'UNESCO congiunto in Germania, che comprende sei siti separati associati alla scuola artistica Bauhaus. È stato designato nel 1996, inizialmente con quattro siti e nel 2017 sono stati aggiunti altri due siti.
Il Bauhaus è esistito solo dal 1919 al 1933 e ha formato non più di 1.250 allievi, di cui solo 155 hanno poi conseguito un diploma Bauhaus. Tuttavia, rivoluzionò il pensiero e la pratica architettonica ed estetica del XX secolo.
"[Gli] edifici progettati dai maestri del Bauhaus sono rappresentanti fondamentali del modernismo classico. Per questo motivo sono monumenti importanti non solo per l'arte e la cultura, ma anche per le idee storiche del XX secolo" (dichiarazione contenuta nella domanda di estensione del Bauhaus, Patrimonio dell'Umanità dell'UNESCO e dei suoi siti a Weimar e Dessau dalla delegazione tedesca presso l'UNESCO, dicembre 2015.

## Weimar

### Campus Bauhaus, Weimar

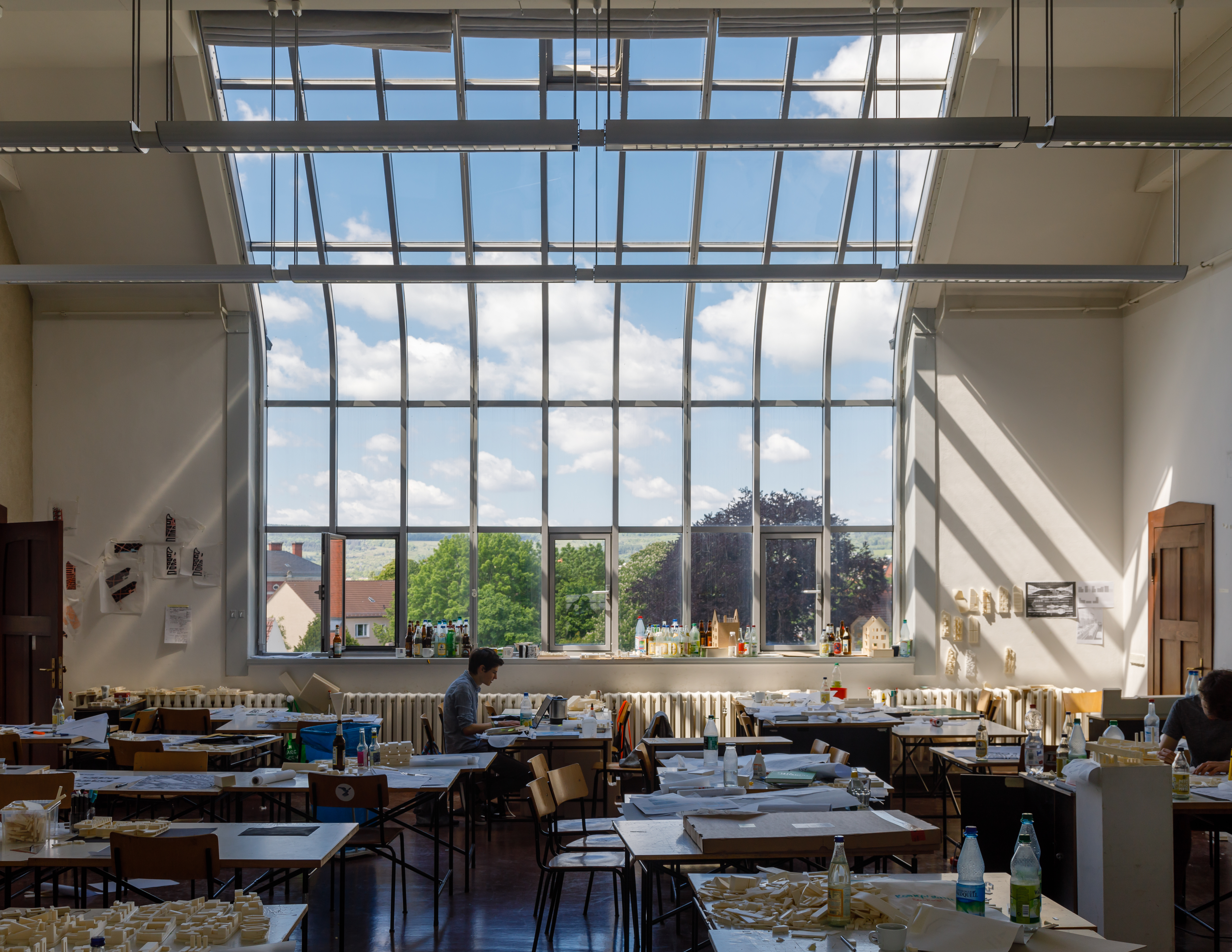
Uno studio, ex edificio principale del Bauhaus Weimar, costruito 1904-1911

Il Bauhaus fu fondato a Weimar nel 1919 da Walter Gropius e vi rimase fino al 1925 quando si trasferì a Dessau a causa delle pressioni politiche. Era ospitato in due edifici vicini che in precedenza erano stati due scuole d'arte separate, entrambi progettati in stile Art Nouveau da Henry van de Velde. Questi sono:
- L'edificio "Van de Velde", costruito tra il 1905 e il 1906, per quella che allora era la Scuola Granducale di Arti e Mestieri della Sassonia, una scuola professionale di arti.[5]
- L '"edificio principale", costruito 1904–1911, per la Großherzoglich Sächsische Hochschule für Bildende Kunst (scuola granducale sassone di belle arti).[1][6]

L'edificio Van de Velde ha ricostruito i murales di Oskar Schlemmer, originariamente creati per la mostra Bauhaus del 1923, ed è noto per l'illuminazione non convenzionale della sua tromba delle scale centrale.
L'edificio principale è stato restaurato dall'architetto tedesco Thomas van den Valentyn nel 1999. Ha una sinuosa scalinata ellittica in stile Liberty. L'ex ufficio di Walter Gropius è stato ristrutturato con mobili, arredi e tappeti ricostruiti.
Dopo la chiusura del Bauhaus di Weimar, gli edifici furono utilizzati da una serie di istituzioni educative legate alle arti successive. Oggi, dopo varie fusioni, ristrutturazioni e ridenominazioni, l'attuale Bauhaus-Universität Weimar, fondata nel 1996, opera nell'ex sede del Bauhaus, insegnando corsi di arte, design e tecnologia.
Il sito è stato incluso nel Patrimonio dell'Umanità nel 1996. Gli edifici funzionano come una struttura didattica, ma i tour dell'esterno e dell'interno del sito sono offerti dall'Università Bauhaus di Weimar.

### Haus am Horn

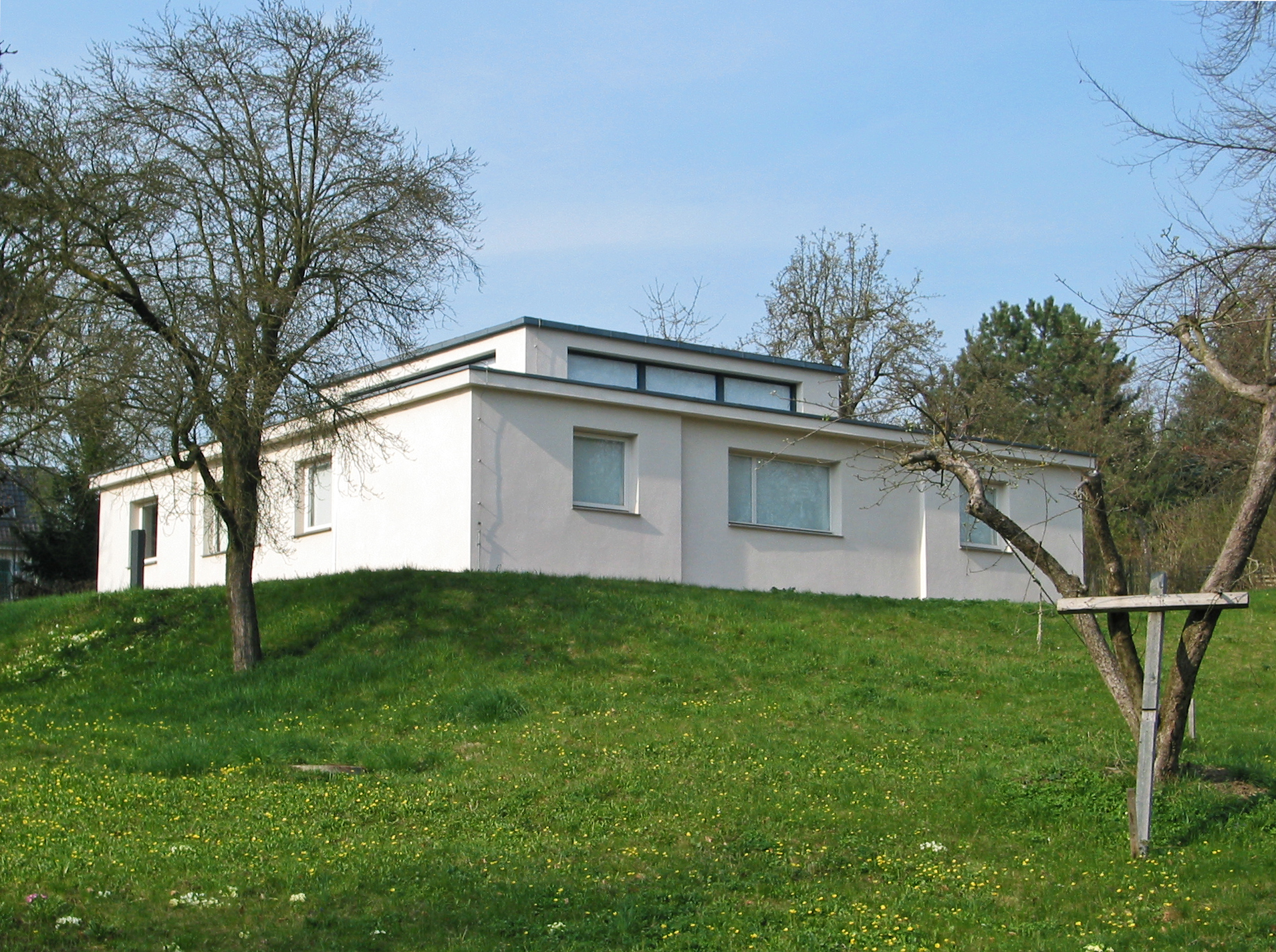
Haus am Horn, Weimar, costruita nel 1923

La Haus am Horn è una casa domestica in cemento e acciaio costruita per la prima mostra di opere del Bauhaus nel 1923. L'edificio era basato sui progetti di Georg Muche, pittore e insegnante della scuola. È stato il primo edificio basato interamente sui principi del design Bauhaus e ha rappresentato un prototipo rivoluzionario per la vita moderna.
In linea con la filosofia Bauhaus di apprendere attraverso l'esperienza pratica, vennero coinvolti nel progetto diversi membri del personale e studenti, tra cui Marcel Breuer, che allora era uno studente, Alma Siedhoff-Buscher e László Moholy-Nagy. Ogni mobile, compresa l'illuminazione, venne realizzato nei laboratori Bauhaus.
È stato incluso nel sito del patrimonio mondiale nel 1996. Dall'agosto 2017 l'edificio è di proprietà della Klassik Stiftung Weimar. Nel 2018-2019 la casa è stata chiusa al pubblico per un importante restauro. È stata riaperta il 18 maggio 2019.

## Dessau

### Edificio Bauhaus Dessau

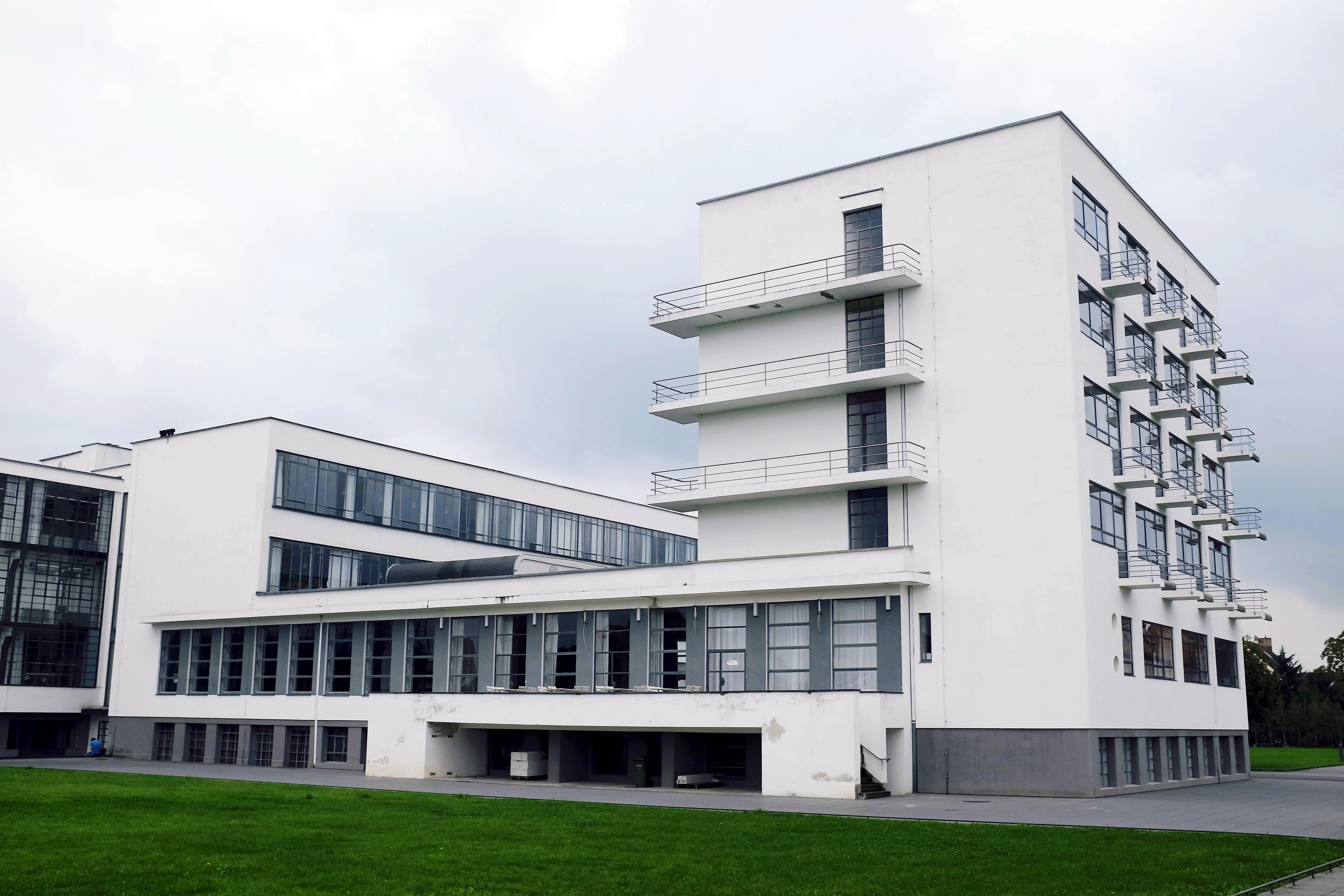
L'ala degli alloggi per studenti, del Bauhaus Dessau

Il Bauhaus Dessau è uno degli edifici iconici del XX secolo. Venne progettato da Walter Gropius e ufficialmente inaugurato il 4 dicembre 1926, dopo aver impiegato poco più di un anno per la sua edificazione. È "considerato come un 'manifesto' delle idee del Bauhaus, in cui la funzionalità e l'estetica del design si fondono per formare un'unica entità".
L'edificio venne commissionato dalla città di Dessau, che ne finanziò il progetto e fornì il terreno edificabile. I progetti furono redatti dallo studio di architettura di Gropius poiché il Bauhaus non aveva un proprio dipartimento di architettura fino al 1927, ma gli allestimenti interni furono realizzati nei laboratori Bauhaus.
A Gropius fu richiesto di incorporare due scuole nell'edificio; la scuola di design Bauhaus e una scuola professionale comunale. L'edificio è costituito da diverse ali comunicanti che sono posizionate in modo asimmetrico. Si tratta di un'ala officina a tre piani, una scuola professionale a tre piani, un'ala amministrativa a due piani, un auditorium, un palcoscenico e una caffetteria e un'ala di studio a cinque piani. La facciata è caratterizzata dall'utilizzo di lastre continue in vetro non portanti, un ulteriore sviluppo di quello utilizzato nelle Officine Fagus, costruita nel 1911-1913 su progetto di Adolf Meyer. Le caratteristiche costruttive come colonne e travetti di supporto sono visibili all'interno dell'edificio.
L'ala studio di cinque piani, la "Prellerhaus", con 28 monolocali, ognuno di 20 m2, fornì alloggio a studenti e master junior. Il bagno e la cucina erano in comune e c'era una terrazza condivisa sul tetto. Sedici dei monolocali avevano dei balconcini, la cui regolare simmetria caratterizza quest'ala dell'edificio. Le donne vivevano al primo piano, il "piano delle donne", e tra queste Gertrud Arndt, Marianne Brandt, Gunta Stölzl e Anni Albers. C'erano 140 studenti in totale, quindi la maggior parte di loro dovette cercare un alloggio nella zona interna della città di Dessau. Nel 1930 Ludwig Mies van der Rohe, allora direttore del Bauhaus, convertì alcuni studi in aule. L'edificio è stato ristrutturato nel 2006 per riportarlo alla sua disposizione originaria. I monolocali sono ora affittati come struttura ricettiva.
A causa della pressione politica, il Bauhaus Dessau chiuse nel 1932 e Mies van der Rohe istituì un Bauhaus finanziato privatamente a Berlino, sebbene anche questo chiuse dopo meno di un anno. L'edificio Bauhaus di Dessau venne utilizzato come scuola per insegnare alle donne a cucinare e cucire e, poco prima dell'inizio della seconda guerra mondiale, nel 1939, divenne una scuola di formazione per ufficiali del partito nazista. Nel 1941 ospitava il reparto stampa del costruttore di aerei Junkers. Nel 1945 la scuola fu danneggiata da un bombardamento aereo. Nel dopoguerra fu parzialmente riparata per renderla utilizzabile come istituzione scolastica, ma senza rispetto per l'integrità dell'edificio. Fu solo nel 1972 che il governo della Germania dell'Est fece classificare l'edificio come monumento storico. Subì un restauro, guidato da Konrad Püschel, un architetto formatosi nel Bauhaus. Vennero ripristinati la facciata continua in vetro, l'auditorium, il palcoscenico e la caffetteria. Il 2 dicembre 1976, 50 anni dopo la sua prima apertura, l'edificio fu ufficialmente riaperto per essere utilizzato come centro scientifico e culturale, che comprendeva una collezione di oggetti del Bauhaus. Alla cerimonia parteciparono diciotto ex studenti del Bauhaus.
Nel 1994 è stata creata la Fondazione Bauhaus Dessau per ricercare e preservare il patrimonio del Bauhaus. L'edificio è stato iscritto come parte del patrimonio dell'umanità nel 1996, dopo di che sono stati effettuati ampi lavori di ristrutturazione, completati nel 2006.
Oggi l'ala nord del complesso, dove si trovava la scuola professionale, è utilizzata dall'Università di scienze applicate di Anhalt, il cui campus di Dessau si trova accanto al sito del Bauhaus. La Fondazione Bauhaus Dessau utilizza il resto dell'edificio per la sua amministrazione. Ospita un museo, un negozio e la caffetteria restaurata, mentre le ex stanze degli studenti sono state adibite a struttura ricettiva e altre aree dell'edificio, come l'auditorium, per seminari e convegni, vengono affittate di volta in volta.

### Meisterhäuser

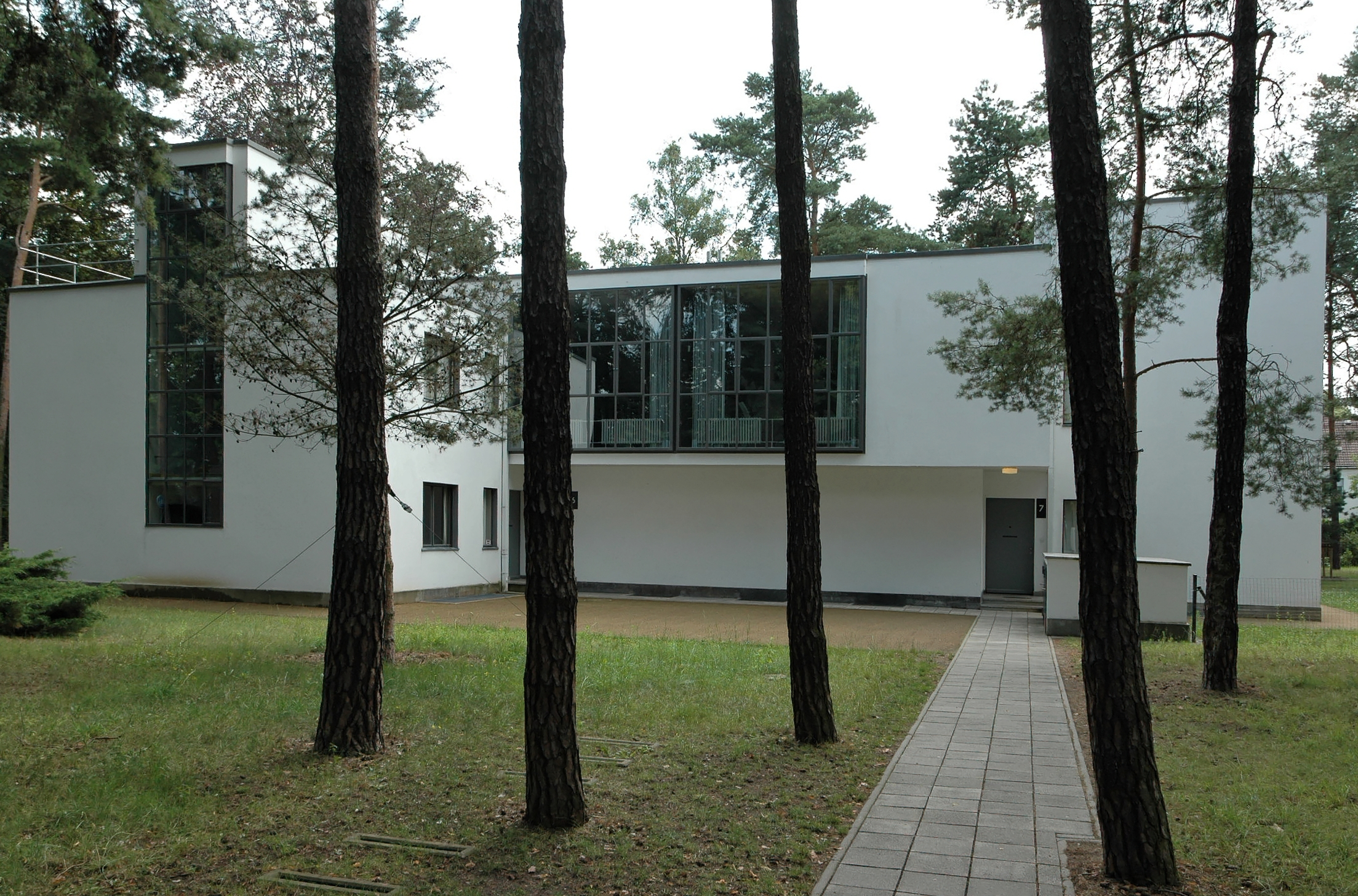
Vista sulla strada delle case bifamiliari Kandinsky/Klee

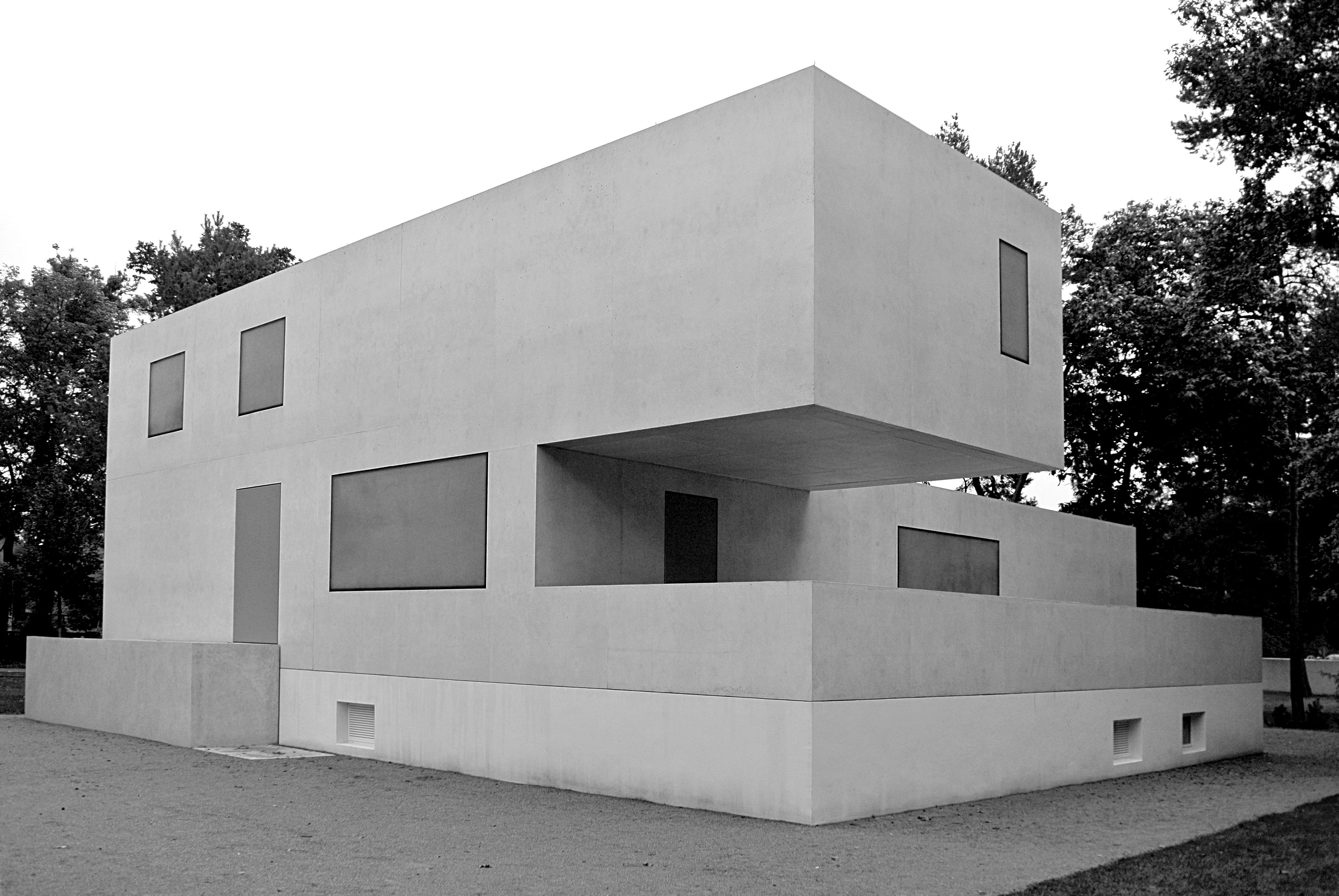
Struttura costruita nel 2014 nella forma della distrutta "casa del direttore" (la 'Casa Gropius')

Le Meisterhäuser (Case dei Maestri) sono un gruppo di sette case moderniste cubiche dal tetto piatto, site a circa 600 metri dall'edificio Bauhaus Dessau, progettate da Walter Gropius per lo staff senior del Bauhaus. Furono costruite nel 1925-1926 su commissione della città di Dessau. Consistevano in tre coppie di villette a schiera e una singola, in fondo alla fila, per Gropius, il direttore della scuola. Le case vennero costruite all'interno di una piccola pineta, con l'obiettivo di rispettare il carattere del paesaggio. Erano spaziose; la casa indipendente del direttore era di 350 m 2 e le altre di oltre 250 m2. Avevano terrazze e studi, poiché gli artisti-insegnanti dovevano lavorare da casa oltre che nei locali della scuola. In ogni edificio bifamiliare, le case avevano la stessa disposizione, ma ruotate di 90 gradi l'una dall'altra, quindi non simmetriche rispetto alla strada.
Insieme alle loro famiglie, i residenti originali furono: Lyonel Feininger e László Moholy-Nagy che vivevano accanto a Gropius (sebbene Feininger non avesse mai insegnato al Bauhaus di Dessau); Oskar Schlemmer e Georg Muche vivevano nelle due case successive; Wassily Kandinsky e Paul Klee vivevano nell'ultima coppia. Gropius e Maholy-Nagy arredarono le loro case interamente con mobili disegnati da Marcel Breuer. Tra i residenti successivi vi furono Hannes Meyer, Ludwig Mies van der Rohe, Josef e Anni Albers, Hinnerk Scheper e Alfred e Gertrud Arndt.
Dal 1932, quando il Bauhaus di Dessau venne chiuso, le case furono affittate ad altri inquilini. Nel 1945, verso la fine della seconda guerra mondiale, la casa del direttore e un'ala della casa vicina, dove era vissuto Maholy-Nagy, furono distrutte da un bombardamento aereo. Nel 1948 una casa suburbana standard fu costruita sul sito della casa del direttore. Le altre case furono abitate, modificate e caddero in rovina.
Le Meisterhäuser sono state restaurate nel 1992 e aggiunte al sito del Patrimonio Mondiale nel 1996. La casa costruita sul sito della casa del direttore è stata demolita nel 2011. Nel 2014, al fine di ripristinare il ritmo e la forma originali dell'intero complesso delle Meisterhäuser, sono state costruite strutture che rappresentano la forma dell'ex casa del direttore e della casa Maholy-Nagy sui siti degli edifici distrutti. Queste sono state progettate dallo studio di architettura Bruno Fioretti Marquez, con l'allestimento interno dell'artista Olaf Nicolai. Gli interni di queste strutture sono utilizzati come spazi espositivi, con informazioni sulla storia del sito. Queste e le altre case, aperte al pubblico, sono gestite dalla Fondazione Bauhaus Dessau. La casa Feininger è la base del Kurt Weill Center, che promuove il lavoro del compositore Kurt Weill, originario di Dessau.
Il Trinkhalle kiosk, un chiosco di ristoro disegnato da Mies van der Rohe, venne costruito nel 1932, all'angolo del sito della casa del direttore e integrato in un muro di due metri che circondava la proprietà. Sopravvisse alla guerra ma venne demolito nel 1962. Nel 2014 il muro e il chiosco sono stati ricostruiti e dal 2016 il chiosco ha ripreso la sua precedente funzione di vendita di bevande e snack al pubblico.
Dal 2016 al 2019 le case Kandinsky/Klee sono state chiuse per un importante restauro effettuato dalla Wüstenrot Foundation, per ripristinare completamente l'interno, con particolare attenzione a ricreare gli schemi cromatici originali. Sono state riaperte il 17 aprile 2019. Il restauro è costato circa 1,5 milioni di euro e ha comportato un'analisi scientifica dettagliata delle tracce di pitture originali. Sono stati utilizzati più di 100 colori diversi.

### Laubenganghäuser

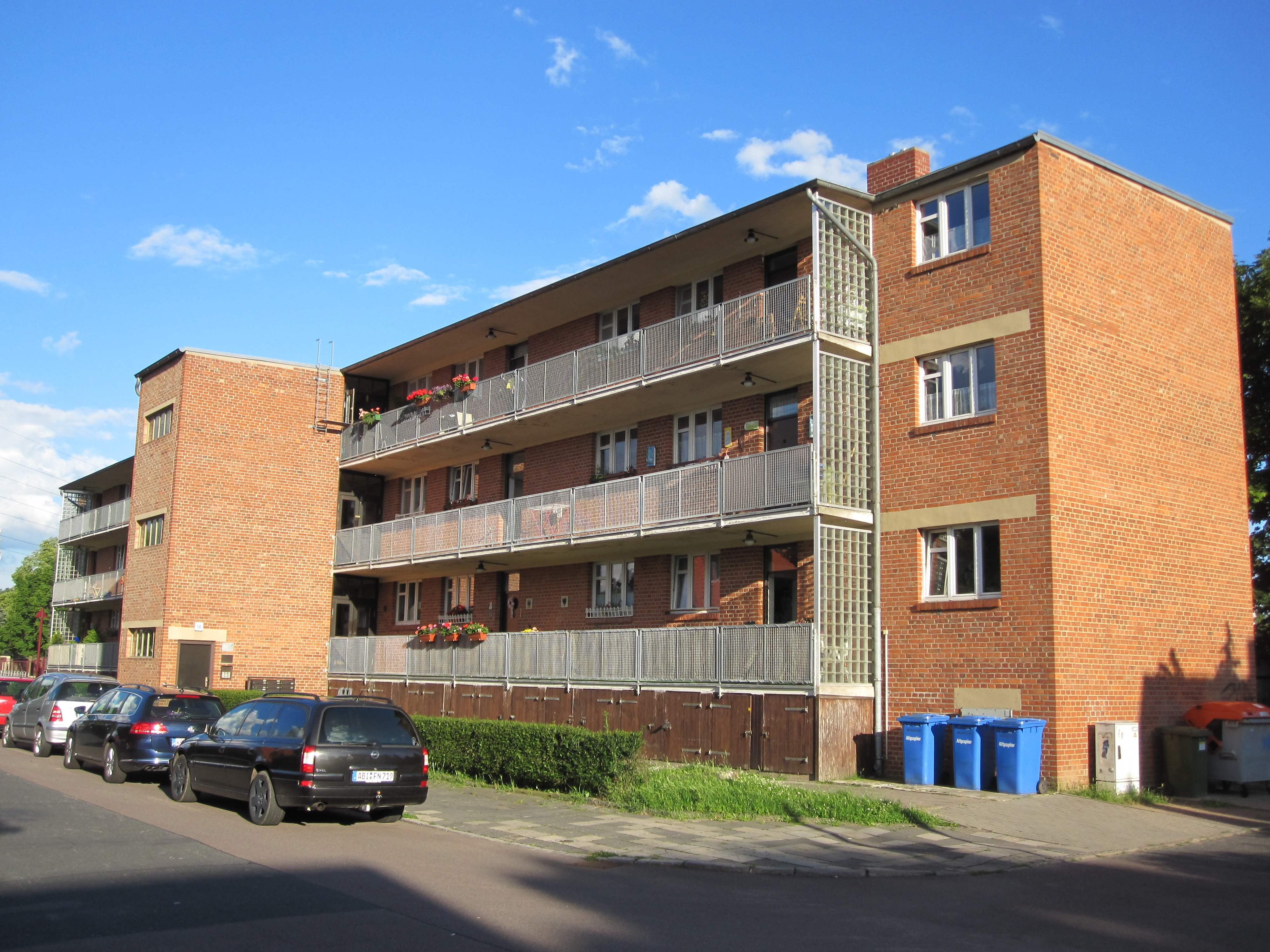
Uno dei blocchi di appartamenti "Case con accesso dal balcone"

Le Laubenganghäuser ("Case con accesso dal balcone") sono cinque blocchi di condomini, per un totale di 90 appartamenti, nel sud di Dessau, costruiti nel 1930. Vennero progettate da Hannes Meyer, allora direttore del Bauhaus.
Furono costruite come edilizia residenziale pubblica, ciascuna con una superficie di 47 m2   destinata ad ospitare una famiglia di massimo quattro persone, seguendo il motto di Meyer Volksbedarf statt Luxusbedarf ("I bisogni delle persone piuttosto che i consumi di lusso").
Una parte fondamentale del progetto fu quella di utilizzare tutti i materiali con parsimonia per risparmiare sui costi e progettare gli interni in modo da utilizzare il piccolo spazio nel modo più efficace possibile. Anche le maniglie delle porte vennero progettate in modo da utilizzare una quantità minima di metallo. I balconi erano destinati non solo a fornire un accesso economico e salvaspazio agli appartamenti, ma anche a facilitare l'interazione sociale tra i residenti. Gli appartamenti avevano tutti il riscaldamento centralizzato, bagni con terrazzi alla veneziana e smaltati, ed erano considerati ben arredati per l'edilizia popolare dell'epoca.
Gli appartamenti vennero costruiti dalla Dessauer Spar - und Baugenossenschaft, una cooperativa abitativa. I lavori vennero decisi all'inizio del 1930 e tutti e cinque gli edifici vennero già terminati nell'agosto dello stesso anno. I costi di costruzione ammontarono a 8.000 marchi per appartamento. Sebbene la cooperativa volesse che gli appartamenti fossero economici, voleva anche che fossero ben attrezzati e ragionevolmente confortevoli. L'affitto doveva essere controllato in modo che non fosse più di un quarto del reddito dell'occupante.
Tutti e cinque i condomini esistono ancora e sono ancora utilizzati come alloggi popolari. Sono stati restaurati a metà degli anni 1990 secondo criteri di protezione storica. Oggi sono di proprietà e gestiti dalla cooperativa edilizia Wohnungsgenossenschaft Dessau eG. Un appartamento è stato riportato al suo design originale ed è aperto al pubblico.
Le Laubenganghäuser sono state iscritte come parte del patrimonio mondiale dell'umanità nel luglio 2017.

## Bernau

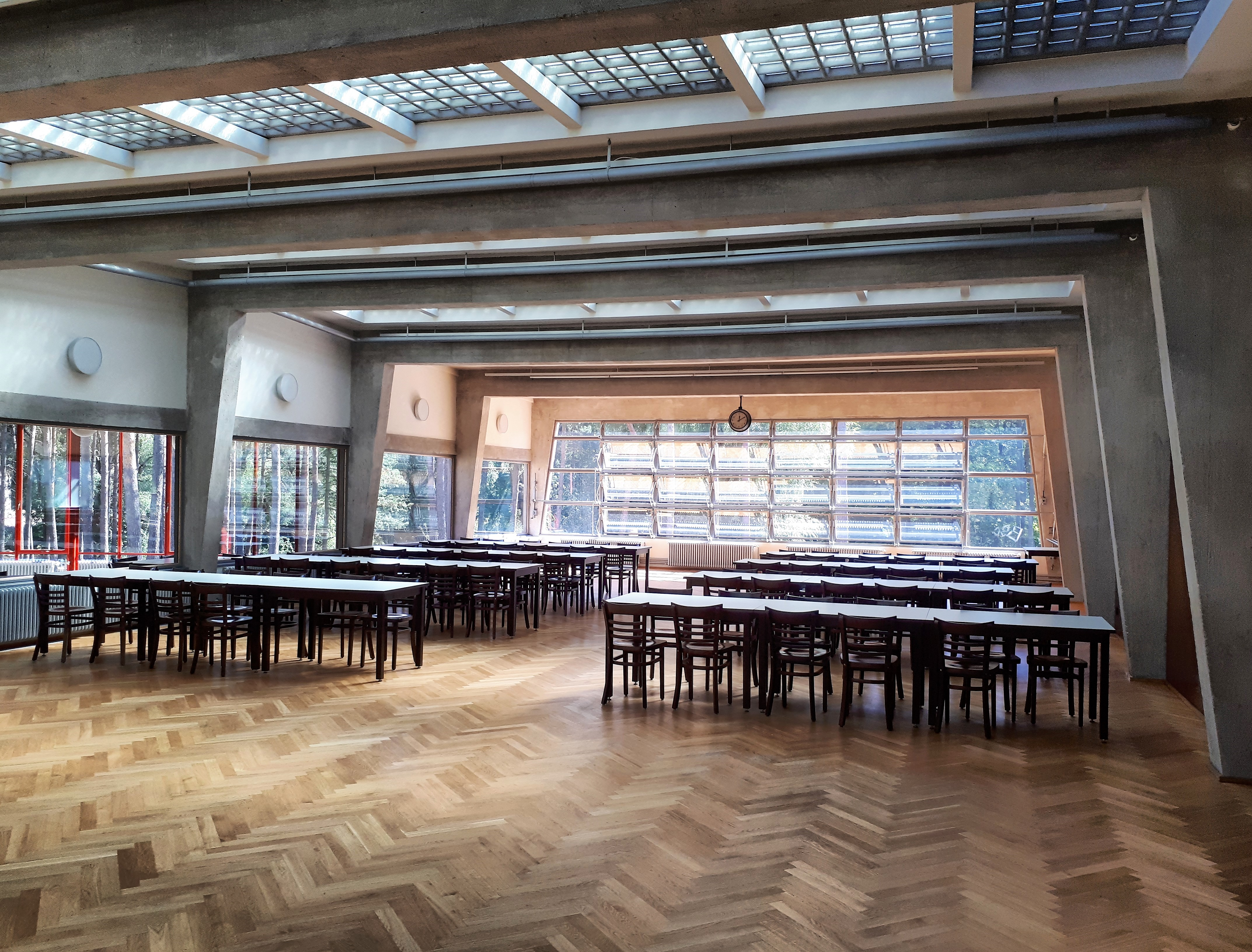
Sala da pranzo restaurata, edificio Meyer-Wittwer, scuola sindacale ADGB

La Scuola sindacale ADGB di Bernau bei Berlin è un campus universitario costruito nel 1928-1930. Venne progettato da Hannes Meyer e Hans Wittwer in collaborazione con gli studenti del Bauhaus. Fu costruita per l'ex Federazione dei sindacati tedeschi e comprendeva sale per seminari, una sala da pranzo, alloggi per tirocinanti e insegnanti, impianti sportivi e una biblioteca.
È un esempio da manuale di architettura funzionalista Bauhaus, sia nel prodotto finito che nell'approccio analitico e collaborativo utilizzato per sviluppare il design e completare il progetto. Assieme all'edificio Bauhaus Dessau, è stato il secondo progetto più grande mai intrapreso dal Bauhaus.
Venne progettato per armonizzarsi con il sito boscoso in pendenza sul quale venne realizzato. Lo storico dell'architettura Winfried Nerdinger lo ha descritto come un "capolavoro di funzionalismo poetico".
La scuola venne aperta il 4 maggio 1930 e poteva ospitare 120 tirocinanti.
Il complesso è stato adibito, nel tempo, a diversi usi, incluso quello di Scuola per i capi del Reich, dove i membri d'élite della Gestapo e delle SS furono addestrati dal 1933 fino alla fine della seconda guerra mondiale. È stato restaurato tra il 2005 e il 2007 e da allora è stato utilizzato come centro educativo dalla Handwerkskammer Berlin (Camera dei mestieri specializzati di Berlino). Nel 2008 lo studio di architettura Brenne Gesellschaft von Architekten ha vinto il premio World Monuments Fund/Knoll Modernism per il restauro.
La scuola ADGB è stata iscritta come parte del patrimonio mondiale dell'umanità nel luglio 2017. Il complesso non è aperto al pubblico, ma la Stiftung Baudenkmal Bundeschule Bernau organizza visite guidate della scuola in lingua tedesca.